# Mikrolaryngoskopie

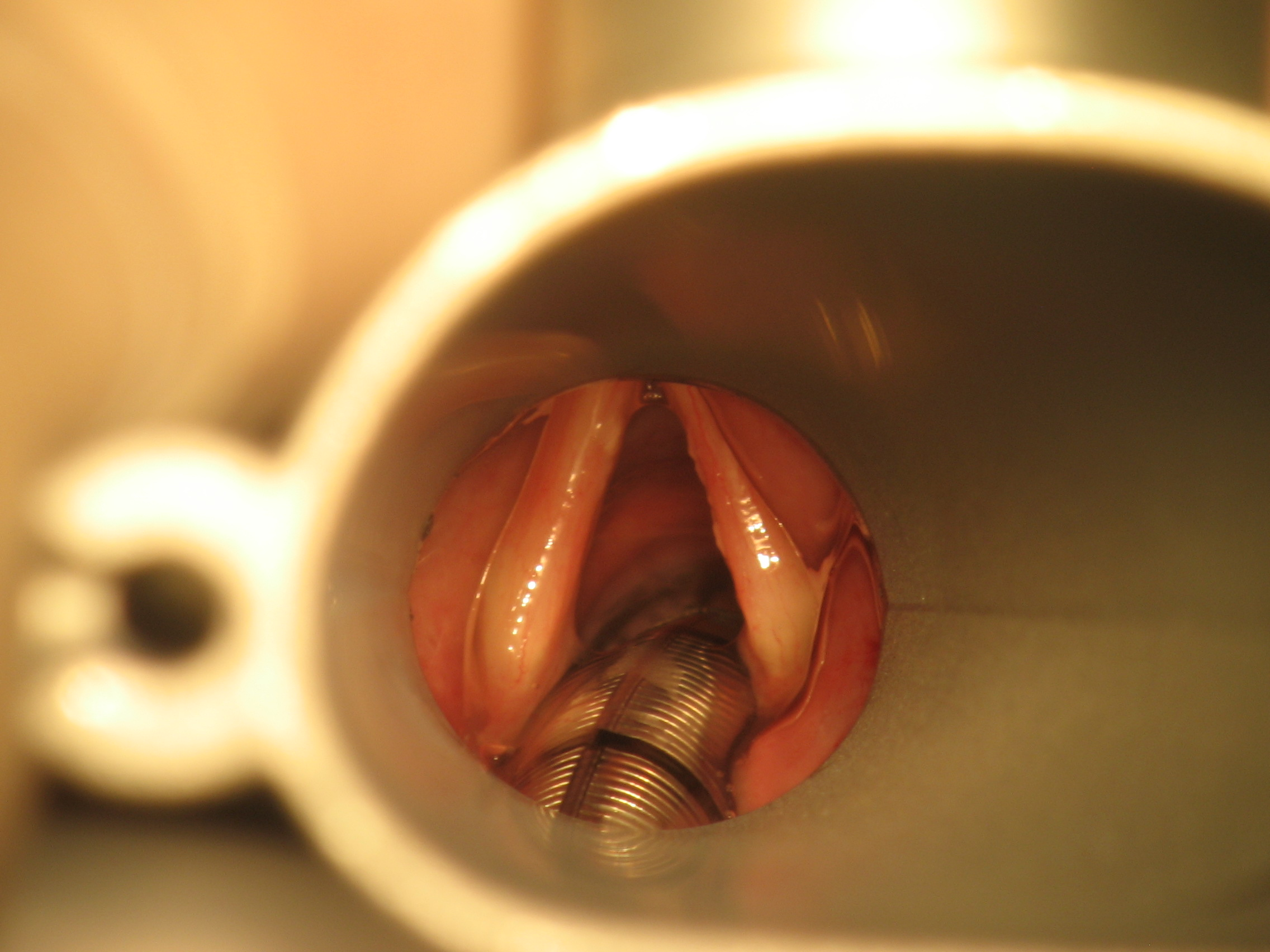
Blick auf die Stimmlippen durch das Kleinsasser-Rohr

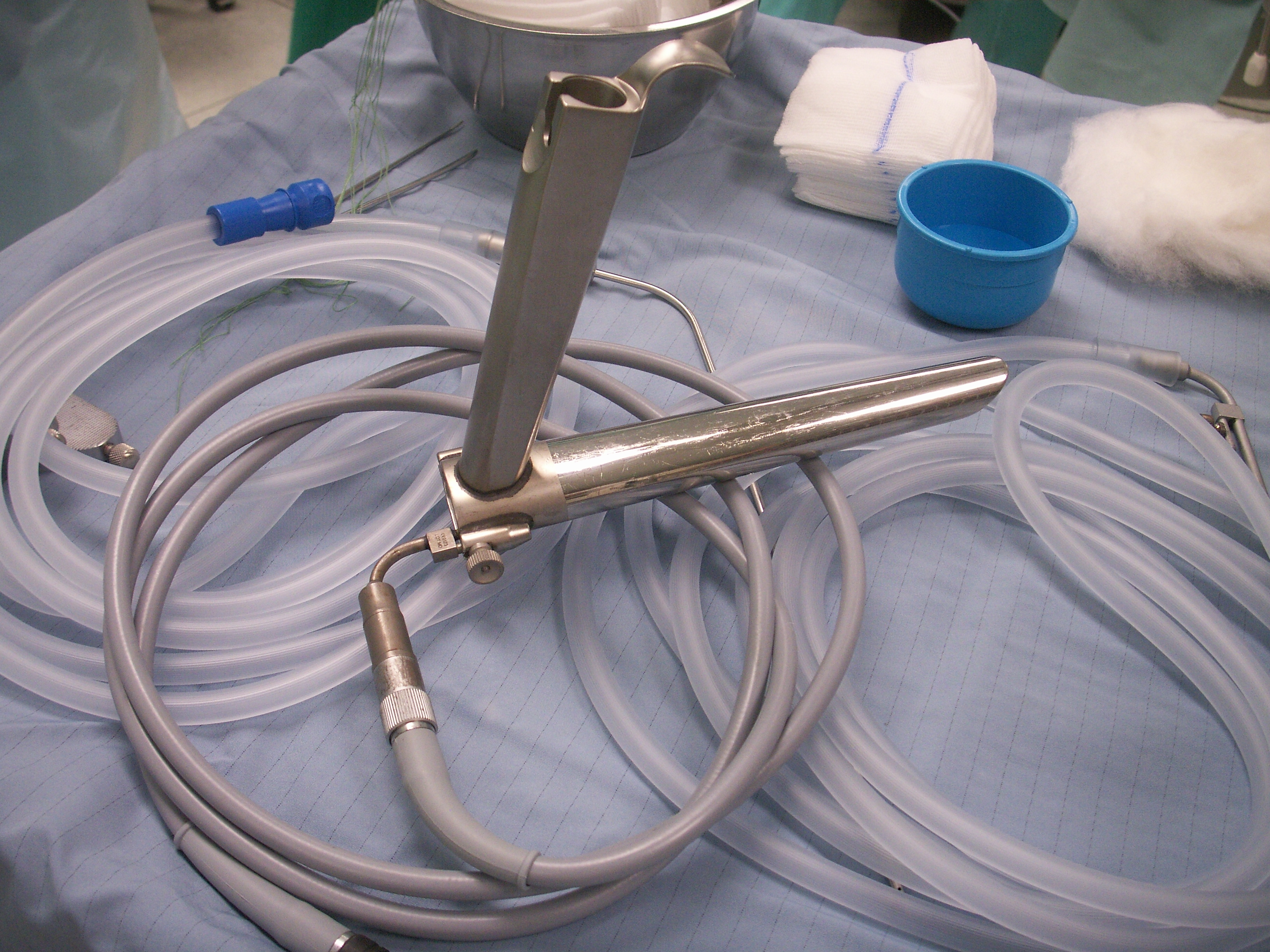
Operationslaryngoskop

Die Mikrolaryngoskopie (MLS) ist eine diagnostische und/oder interventionelle Untersuchung, die im Bereich der Hals-Nasen-Ohren-Heilkunde, Phoniatrie und zur Phonochirurgie durchgeführt wird.
Dabei wird der Kehlkopf mittels spezieller starrer Rohre (z. B. nach Kleinsasser) und einem Mikroskop untersucht. Anwendung findet diese Prozedur bei der Diagnostik und Therapie von z. B. Raumforderungen im Rachen- und Kehlkopfbereich wie Tumoren (z. B. bösartig: Kehlkopfkrebs, Hypopharynxkarzinom, gutartig: Stimmlippenknötchen, -polyp, Reinke-Ödem) oder zu stimmverbessernden Eingriffen. Die MLS wird in Allgemeinanästhesie (sog. „Vollnarkose“) durchgeführt.